# Archidiocèse de Milwaukee
L'archidiocèse de Milwaukee (en latin : Archidiœcesis Milvauchiensis) est un territoire ecclésiastique de l'Église catholique du sud-est du Wisconsin aux États-Unis. Il est le siège métropolitain de la province ecclésiastique de Milwaukee. Il comprend les diocèses suffragants de Green Bay (en), La Crosse, Madison (en) et Superior (en). Son siège est la cathédrale Saint-Jean-l'Évangéliste de Milwaukee (en).

## Histoire
Le diocèse de Milwaukee fut érigé le 28 novembre 1843 avec le bref In suprema du pape Grégoire XVI, obtenant le territoire du diocèse de Détroit (aujourd'hui archidiocèse). C'était à l'origine un suffragant de l'archidiocèse de Baltimore et comprenait tout l'État du Wisconsin.
Le 19 juillet 1850, il devient une partie de la province ecclésiastique de l'archidiocèse de Saint-Louis et cède une partie de son territoire au profit de l'érection du diocèse de Saint-Paul (aujourd'hui archidiocèse de Saint-Paul et Minneapolis).
Le 3 juillet 1868, il cède d'autres portions de territoire au profit de l'érection des diocèses de Green Bay et de La Crosse.
Le 12 février 1875, il est élevé au rang d'archidiocèse métropolitain en vertu du bref Quae nos sacri du pape Pie IX.
Le 22 décembre 1945, il cède une nouvelle portion de territoire pour l'érection du diocèse de Madison.

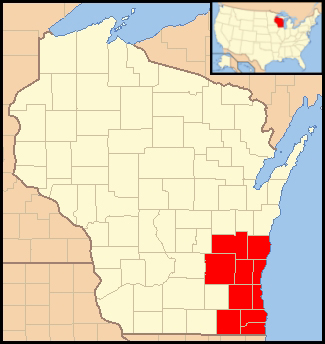
Localisation de l'archidiocèse.
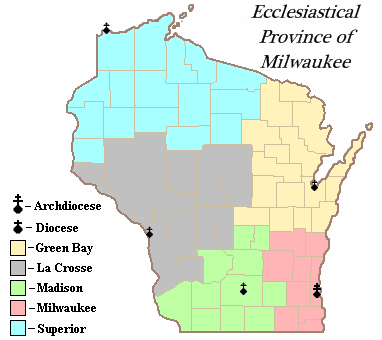
Diocèses suffragants.

## Évêque
- 28 novembre 1843-12 février 1875 : John Henni (John Martin Henni)

## Archevêques
- 12 février 1875-† 7 septembre 1881 : John Henni (John Martin Henni), promu archevêque.
- 7 septembre 1881-† 26 mars 1890 : Michaël Heiss
- 30 janvier 1891-† 20 juillet 1903 : Frederick Katzer (Frederick Francis Xavier Katzer)
- 28 novembre 1903-† 4 août 1930 : Sebastian Messmer (Sebastian Gebhard Messmer)
- 26 août 1930-27 décembre 1939 : Samual Stritch (Samual Alphonsius Stritch)
- 1er janvier 1940-† 15 avril 1953 : Moses Kiley (Moses Elias Kiley)
- 21 juillet 1953-19 septembre 1958 : Albert Meyer (Albert Gregory Meyer)
- 18 décembre 1958-17 septembre 1977 : William Cousins (William Edward Cousins)
- 20 septembre 1977-24 mai 2002 : Rembert Weakland (Rembert George Weakland)
- 25 juin 2002-23 février 2009 : Timothy Dolan (Timothy Michaël Dolan)
- 14 novembre 2009-4 novembre 2024 : Jerome Listecki (en) (Jérôme Edward Listecki)
- depuis le 4 novembre 2024 : Jeffrey S. Grob (en) (Jeffrey Scott Grob)

## Source
- L'Annuaire pontifical, sur Catholic-Hierarchy

### Articles liés
- Église catholique aux États-Unis
- Liste des juridictions catholiques aux États-Unis